# كرواتيا 2006 زغرب
كرواتيا 2006 زغرب (بالكرواتية: ŽKK Croatia 2006) هو فريق كرة سلة كرواتي للسيدات تأسس في سنة 1974 يقع مقره في زغرب. ينافس في الدوري الكرواتي لكرة السلة للسيدات.

## الإنجازات
- الدوري الكرواتي لكرة السلة للسيدات:
  - الفوز (5): 1995، 1996، 1998، 2001، 2005
  - الوصافة (2): 1994، 1997

## وصلات خارجية
- الموقع الرسمي